# São Salvador do Campo
São Salvador do Campo é uma localidade portuguesa do Município de Santo Tirso que foi sede da extinta Freguesia de São Salvador do Campo, freguesia que tinha 1,56 km² de área e 1194 habitantes (2011), e, por isso, uma densidade populacional de 765,4 h/km².Desde 2013. 
A Freguesia de São Salvador do Campo foi extinta (agregada) em 2013, no âmbito de uma reforma administrativa nacional, tendo sido agregada às freguesias de Campo (São Martinho) e de Negrelos (São Mamede), para formar uma nova freguesia denominada União das Freguesias de Campo (São Martinho), São Salvador do Campo e Negrelos (São Mamede), posteriormente redenominada Vila Nova do Campo.

## População
| População da freguesia de São Salvador do Campo | População da freguesia de São Salvador do Campo | População da freguesia de São Salvador do Campo | População da freguesia de São Salvador do Campo | População da freguesia de São Salvador do Campo | População da freguesia de São Salvador do Campo | População da freguesia de São Salvador do Campo | População da freguesia de São Salvador do Campo | População da freguesia de São Salvador do Campo | População da freguesia de São Salvador do Campo | População da freguesia de São Salvador do Campo | População da freguesia de São Salvador do Campo | População da freguesia de São Salvador do Campo | População da freguesia de São Salvador do Campo | População da freguesia de São Salvador do Campo |
| ----------------------------------------------- | ----------------------------------------------- | ----------------------------------------------- | ----------------------------------------------- | ----------------------------------------------- | ----------------------------------------------- | ----------------------------------------------- | ----------------------------------------------- | ----------------------------------------------- | ----------------------------------------------- | ----------------------------------------------- | ----------------------------------------------- | ----------------------------------------------- | ----------------------------------------------- | ----------------------------------------------- |
| 1864                                            | 1878                                            | 1890                                            | 1900                                            | 1911                                            | 1920                                            | 1930                                            | 1940                                            | 1950                                            | 1960                                            | 1970                                            | 1981                                            | 1991                                            | 2001                                            | 2011                                            |
|                                                 |                                                 |                                                 |                                                 |                                                 |                                                 |                                                 |                                                 |                                                 |                                                 | 707                                             | 829                                             | 1 058                                           | 1 134                                           | 1 194                                           |

Criada pelo decreto-lei nº 43.695, de 17 de Maio de 1961, com lugares da freguesia de São Martinho do Campo
| Distribuição da População por Grupos Etários | Distribuição da População por Grupos Etários | Distribuição da População por Grupos Etários | Distribuição da População por Grupos Etários | Distribuição da População por Grupos Etários | Distribuição da População por Grupos Etários | Distribuição da População por Grupos Etários | Distribuição da População por Grupos Etários | Distribuição da População por Grupos Etários | Distribuição da População por Grupos Etários |
| -------------------------------------------- | -------------------------------------------- | -------------------------------------------- | -------------------------------------------- | -------------------------------------------- | -------------------------------------------- | -------------------------------------------- | -------------------------------------------- | -------------------------------------------- | -------------------------------------------- |
| Ano                                          | 0-14 Anos                                    | 15-24 Anos                                   | 25-64 Anos                                   | > 65 Anos                                    |                                              | 0-14 Anos                                    | 15-24 Anos                                   | 25-64 Anos                                   | > 65 Anos                                    |
| 2001                                         | 221                                          | 183                                          | 621                                          | 109                                          |                                              | 19,5%                                        | 16,1%                                        | 54,8%                                        | 9,6%                                         |
| 2011                                         | 191                                          | 150                                          | 700                                          | 153                                          |                                              | 16,0%                                        | 12,6%                                        | 58,6%                                        | 12,8%                                        |

Média do País no censo de 2001:  0/14 Anos-16,0%; 15/24 Anos-14,3%; 25/64 Anos-53,4%; 65 e mais Anos-16,4%
Média do País no censo de 2011:   0/14 Anos-14,9%; 15/24 Anos-10,9%; 25/64 Anos-55,2%; 65 e mais Anos-19,0%